# Gregor Lederwasch IV
Gregor Lederwasch IV (* 18. Juni 1727 in Tamsweg; † 18. Juni 1792 ebenda) war ein österreichischer Maler und Geometer aus der Salzburger Malerfamilie Lederwasch.

## Leben
Gregor Lederwasch IV war ein Sohn von Gregor Lederwasch III. Die Söhne von Gregor IV waren Gregor Lederwasch V,  Seraphin  Lederwasch und Johann Lederwasch.
Gregor IV war Schüler seines Vaters Gregor Lederwasch III und war wie seine Vorfahren und Nachfahren Mesner der Wallfahrtskirche St. Leonhard ob Tamsweg. Er hatte als Maler und Geometer derart viel Aufträge, dass er das Mesneramt bald an seinen Sohn abtrat. Gregor Lederwasch war als Ingenieur maßgeblich an der zur Entwässerung notwendigen Vermessung des Leopoldskroner Mooses beteiligt und erwarb sich dabei den Titel eines hochfürstlichen Ingenieurs.

## Werke
Kärnten
- Hochaltarbilder der Kapuzinerkirche Wolfsberg in Kärnten

Salzburg
- 1754 Deckenmedaillon hl. Modestus predigt den Heiden in der Filialkirche hl. Laurentius in Althofen
- 1765/1768 Fresko hl. Augustin an der Westfassade, Wandmalerei im Langhaus, Deckenfresko Krönung Mariens im Chor, in der Filialkirche hl. Augustin in Sankt Margarethen im Lungau
- 1769 Leinwandbild Letztes Abendmahl, Leinwandbild Teufelsaustreibung, 15 Kreuzwegbilder in der Pfarrkirche Mariä Himmelfahrt in Mariapfarr
- 1770 7 ovale Apostelbilder am Triumphbogen in der Filialkirche Herz Jesu in Sankt Michael im Lungau
- 1775 Fresken an und in der Kapelle am Kirchbichl bei Mariapfarr
- 1775 Altarbilder der Dekanatspfarrkirche Tamsweg
- Bilder der Spitalskirche in Tamsweg
- Fresko König David, Fresko Hl. Familie, am Mesnerhaus in Tamsweg
- Fassadenmalerei am Rathaus in Tamsweg
- Wandmalerei in der Pfarrkirche Unternberg

Andere
- Fresko der Kirche in Lend (1760)
- Deckenfresko der Kirche Ebenthal (1766)
- Fresko im Sommersalettl und Fassmalereien in Spital am Pyhrn (1770) und Tabernakel der Kirche von St. Egidi (Filialkirche von Murau)
- Fresken der Schlosskapelle Schloss Moosham (1775)
- Altarbild der Kapuzinerkirche von Pettau (1775)
- Bild der hl. Notburga in der Kirche St. Barbara (1791)
- 14 Kapuzinerheilige und Ecce Homo im Kapuzinerkloster Tamsweg (nicht erhalten)
- Seitenaltäre und Bilder der Kapuzinerkirche Murau
- 5 Bilder der Leidensgeschichte Jesu und 12 Apostel in der Kapelle Schöder bei Murau
- Altarbild der Schlosskapelle Scheifling
- Altarbilder der Kirche Maria Saal